# Cercocebus
Cercocebus é um gênero de primata da família Cercopithecidae. Os membros desse gênero são conhecidos como mangabeis de pálpebras brancas.

## Espécies
- Cercocebus agilis Milne-Edwards, 1886
- Cercocebus atys (Audebert, 1797)
- Cercocebus chrysogaster Lydekker, 1900
- Cercocebus galeritus Peters, 1879
- Cercocebus sanjei Mittermeier, 1986
- Cercocebus torquatus (Kerr, 1792)